# Roberts Creek Provincial Park
Der Roberts Creek Provincial Park ist ein 41 Hektar großer Provincial Park in der kanadischen Provinz British Columbia. Er liegt am Rand einer kleinen Gemeinde gleichen Namens und etwa 14 Kilometer westlich von Gibson sowie etwa 12 Kilometer südlich von Sechelt an der Sunshine Coast im Sunshine Coast Regional District. Der Park liegt am Highway 101.

## Anlage
Der kleine Park liegt mittelbar an der Straße von Georgia. Räumlich teilt sich der Park in den unmittelbar an der Straße von Georgia liegenden Picknickbereich und den etwas landeinwärts liegenden Campingbereich. Der Campingbereich wird dabei vom Highway durchschnitten.
Bei dem Park handelt es sich um ein Schutzgebiet der Kategorie II (Nationalpark).

## Geschichte
Wie bei fast allen Provinzparks in British Columbia gilt auch für diesen, dass er lange bevor die Gegend von weißen Einwanderern besiedelt oder sie Teil eines Parks wurde, Jagd- und Fischereigebiet verschiedener Stämme der First Nations war. Der Roberts Creek bildete dabei eine Art Grenze zwischen dem Gebiet der Skwxwú7mesh und dem der Shishalh.
Nachweislich wurde das Gebiet erstmals im Jahr 1791, durch de spanischen Kapitän José María Narváez, von Europäern erforscht. Bereit im Jahr 1792 folgte ihn jedoch schon der englische Kapitän George Vancouver.
Der kleine Park wurde dann im Jahr 1947 eingerichtet und bestand ursprünglich nur aus dem Picknickbereich. Sieben Jahre später wurde der Park um den Campingbereich erweitert. Im Laufe der Jahre sollten noch weitere Änderungen folgen. Benannt ist der Park nach einem englischen Siedler, welcher sich im Jahr 1889 dort in der Gegend niederließ.

## Flora und Fauna
Der Park liegt im Bereich des gemäßigten Regenwaldes. Das Ökosystem von British Columbia wird mit dem Biogeoclimatic Ecological Classification (BEC) Zoning System in verschiedene biogeoklimatischen Zonen eingeteilt. Biogeoklimatische Zonen zeichnen sich durch ein grundsätzlich identisches oder sehr ähnliches Klima sowie gleiche oder sehr ähnliche biologische und geologische Voraussetzungen aus. Daraus resultiert in den jeweiligen Zonen dann auch ein sehr ähnlicher Bestand an Pflanzen und Tieren. Innerhalb dieser Systematik wird er der Coastal Douglas-fir Zone zugeordnet.
Hier wächst neben der Douglasien auch der Riesen-Lebensbaum (im englischen Sprachraum „Pacific Red Cedar“ genannt) und der Kreuzdorn (Rhamnus purshiana). Die Bäume hier im Park gehören nach vergangener holzwirtschaftlicher Nutzung nicht mehr zum ursprünglichen Bewuchs der Gegend (Sekundärwald). Sie sind daher auch nicht, wie sonst im gemäßigten Regenwald sehr verbreiten, mit epiphytische Flechten und Moose überzogen. Der Wald hat allerdings auch hier einen Unterwuchs aus Farnen und Heidekrautgewächsen. Den in weiten Teilen der Provinz verbreiteten Pazifischen Blüten-Hartriegel, die Wappenpflanze von British Columbia, findet man ebenso.
Der Tidenhub der Strait of Georgia beträgt hier im Regelfall zwischen 1 Meter und 5 Meter. Bei Ebbe besteht die Möglichkeit am Strand Muschelbänke und andere maritime Lebewesen zu sehen. An Fischen vertreten sind hier auch pazifische Lachse, vor allem der Silberlachs (engl. Coho Salmon) und der Ketalachs (engl. Chum Salmon). Die Fische locken Fischadler und Weißkopfseeadler an. Im Park finden sich hauptsächlich Kleinnager und Kleinsäugetiere wie das Douglas-Hörnchen, während im nur dünn besiedelt Hinterland des Parks sich auch Schwarzbären, Rotluchse und Pumas finden. Viele Vogelarten sind im Parkgebiet heimisch. Darunter auch der Wappenvogel British Columbias, der Diademhäher.

## Aktivitäten
Besondere touristische Attraktionen bietet der Park keine. Auch sind keine besonderen Aktivitäten möglich.
Neben einem Picknickbereich hat der Park 21 (nicht reservierbare) Stellplätze für Wohnmobile und Zelte und verfügt über eine einfache Sanitäranlage.